# Іво Данилевич
Іво Данилевич (чеськ. Ivo Danilevič, 10 квітня 1970, Яблонець-над-Нисою) — чеський бобслеїст, пілот, виступав за збірну Чехії з 1996 до 2010 року. Брав участь у зимових Олімпійських іграх у 2002, 2006 та 2010 роках. Чемпіон Європи. Зараз є головним тренером збірної Нідерландів.